# Claus Bue
Claus Bue (født 4. juli 1947) er en dansk skuespiller og instruktør.
Han er uddannet fra Statens Teaterskole i 1972 og har medvirket i en række spillefilm, primært i biroller.
Som teaterskuespiller har han kunnet opleves på Det Kgl. Teater, Det Danske Teater, Turnus Teatret, 
Det Lille Teater, Teater Grob, Nørrebros Teater, Grønnegårdsteatret, Café Teatret og Svalegangen.
Af forestillinger kan nævnes Den rødhårede starut (2004), Historier på loftet (2006), Den førstefødte (2004), Hvis (2006), Let's Kick Ass (2005), Richard III (2006), Bunbury (2007) og Glengarry Glen Ross (2009). "SLUT" (2010) og "Mænd der hader kvinder" (2010-11)
Fra tv huskes han især fra serierne Landsbyen, Mørklægning, TAXA, Rejseholdet, Hotellet, Krøniken, Forbrydelsen og Absalons hemmelighed samt underholdningsprogrammerne Så hatten passer og Hatten i skyggen fra 2002.
Han er gift med skuespillerinden Rikke Wölck.

## Film
- Skal vi danse først? (1979)
- Undskyld vi er her (1980)
- Isfugle (1983)
- Bananen - skræl den før din nabo (1990)
- Bare løgn! (1991)
- Sofie (1992)
- Krummerne 2 - Stakkels Krumme (1992)
- Det forsømte forår (1993)
- De frigjorte (1993)
- Roser og persille (1993)
- Sort høst (1993)
- Vildbassen (1994)
- Krummerne 3 - Fars gode idé (1994)
- Bella, min Bella (1996)
- Sunes familie (1997)
- Olsen-bandens sidste stik (1998)
- Kærlighed ved første hik (1999)
- Anja og Viktor (2001)
- Olsen-banden Junior (2001)
- Min søsters børn i sneen (2002)
- Bertram & Co. (2002)
- Lykkevej (2003)
- Askepop - the movie (2003)
- Anja efter Viktor (2003)
- Zafir (2003)
- Drengene fra Skt. Judes (2003)
- Anklaget (2005)
- Af banen! (2005)
- Lotto (2006)
- Krummerne - Så er det jul igen (2006)
- Hvordan vi slipper af med de andre (2007)
- Næste skridt (2007)
- Månebrand (2018)

## TV-serier
- Landsbyen (1995)
- Madsen og co. (1996)
- Taxa (1997-99)
- Hotellet (2000)
- Rejseholdet (2000)
- Bamses Billedbog (2000-01)
- Krøniken (2005-06)
- Forbrydelsen (2007)
- Sommer (2008)

## Julekalendere
- Andersens julehemmelighed (1993)
- Krummernes Jul (1996)
- Alletiders Julemand (1997)
- Brødrene Mortensens Jul (1998)
- Absalons Hemmelighed (2006)

## Tegnefilm
- Balladen om Holger Danske (1996)
- Jul i Bakkekøbing (2013)

## Eksterne links
- Wikimedia Commons har flere filer relateret til Claus Bue
- Claus Bue på Internet Movie Database (engelsk)
- Claus Bue på Filmdatabasen
- Claus Bue på danskefilm.dk
- Claus Bue på danskfilmogtv.dk
- Claus Bue på Scope
- Claus Bue på Svensk Filmdatabas (svensk)
- Claus Bue på AlloCiné (fransk)
- Claus Bue på AllMovie (engelsk)
- Claus Bue på The Movie Database (engelsk)
- Claus Bue på danskefilmstemmer.dk